# Chevrolet Celta
O Celta (ou Suzuki Fun, como é conhecido na Argentina) é um carro popular da categoria de 1 litro da Chevrolet que foi produzido no Brasil entre 2000 e 2015. Concorrente direto de outros carros populares como o Uno da Fiat, do Gol da Volkswagen e do Ka da Ford. O Celta é um hatchback e no final de 2006 e início de 2007 foi lançada a versão sedan do carro, chamada Prisma. Foi concebido e desenvolvido integralmente no Brasil.
Usa a mesma plataforma GM4200 da segunda geração do Chevrolet Corsa, o Corsa B, lançado no Brasil em 1994 e na Alemanha em 1993, originalmente reaproveitada do Opel Corsa A europeu de 1982 que nunca chegou a ser comercializado oficialmente no Brasil.

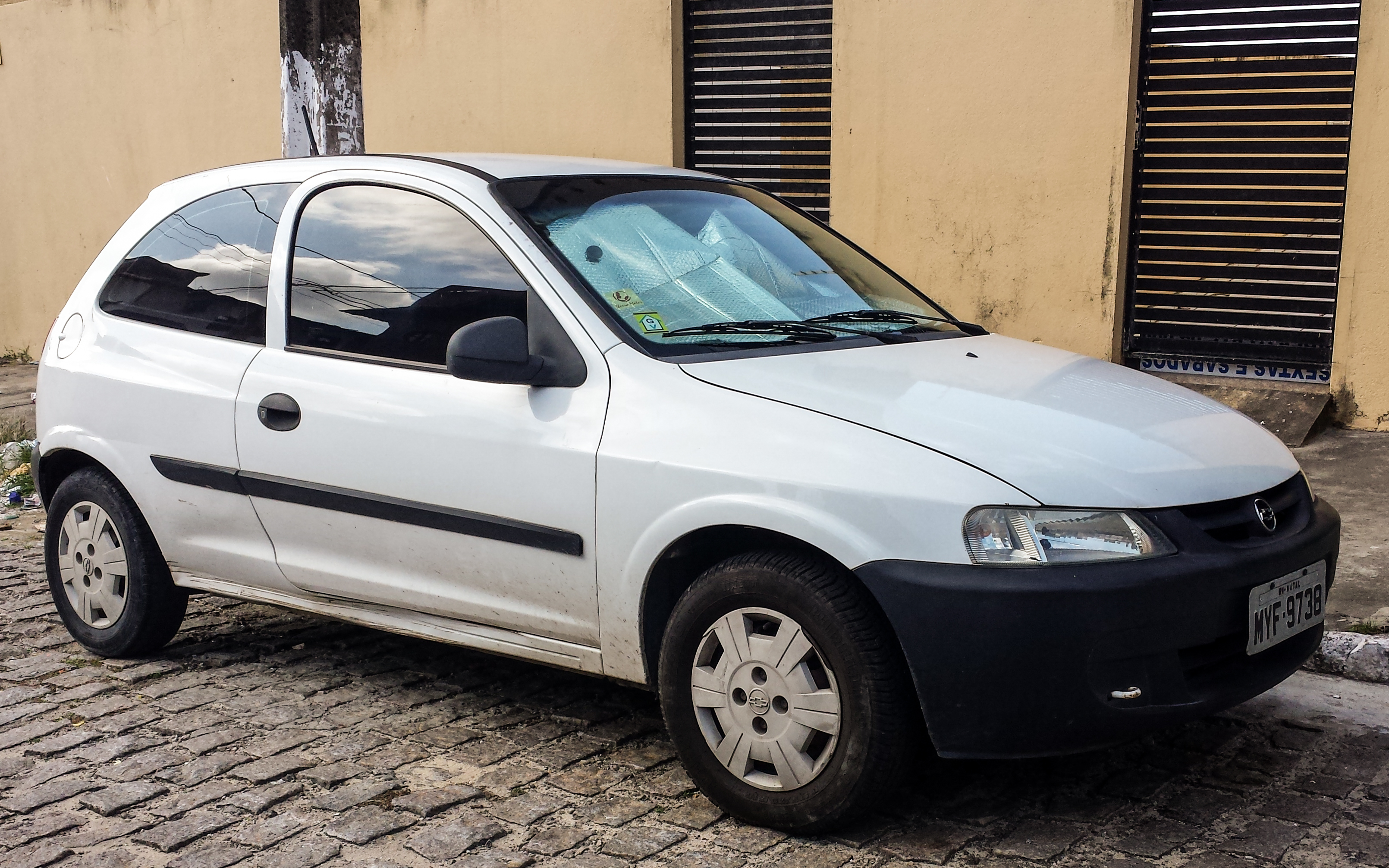
Chevrolet Celta 3dr Super pre-2006 - Front

## História
O Celta originou-se do projeto Blue Macaw (Arara-Azul) da montadora Chevrolet, divisão brasileira da GM. A proposta inicial do fabricante era produzir um carro acessível às camadas demográficas de menor poder de compra com linhas atraentes e custo de manutenção baixo. Seu criador foi o projetista Paulo Konno designer da GM do Brasil. O modelo foi lançado em 2000 na fábrica de Gravataí no estado do Rio Grande do Sul. A inauguração da fábrica contou com a presença do então presidente do Brasil Fernando Henrique Cardoso. Um ano depois do seu lançamento em 2001 já haviam sido comercializadas 100 mil unidades do pequeno carro. Até dezembro de 2005 haviam sido comercializadas 560 mil unidades. O automóvel pesa apenas em torno de 800 kg e seu câmbio tem relações de marcha bastante curtas.

## O primeiro modelo
O modelo foi concebido unindo traços da segunda geração do Chevrolet Vectra com o estilo hatchback do Corsa 2 portas. A primeira motorização do veículo foi herdada do Corsa 1.0 MPFI de 1996 (60cv). O painel da primeira geração do veículo possui um velocímetro analógico, mas o marcador de combustível e hodômetro são digitais, ao contrário do Corsa de primeira geração cujo painel é totalmente analógico. Entre 2000 e 2005, o acionamento da buzina era feito na alavanca de seta e não no volante, o que gerou algumas críticas por parte dos consumidores.
Em 2003, o motor herdado do Corsa foi substituído pelo motor VHC (Very High Compression) de 70cv, adicionando 10cv em relação ao motor antigo. Em 2002 foi lançada a versão 4 portas, além da opção 1.4L de 85cv e o kit de acessórios off-road em 2005, disponível para todas as versões, e podendo ser instalado inclusive em exemplares já usados.
Em junho de 2005 o motor 1.0 foi convertido para motor flex que funciona com qualquer mistura de gasolina e etanol, através do aumento da taxa de compressão. Em meados de 2002 a GM alterou a motorização da versão 1.0 MPFI (60cv) para a 1.0 VHC (Very High Compression - Alta taxa de compressão - 70cv), em 2005 o VHC FlexPower (70cv a gasolina ou álcool) e em 2009, novamente, a GM alterou a motorização para 1.0 VHCE (77 cv a gasolina e 78 cv a álcool).
Em relação ao câmbio, foi o mesmo durante todo o tempo de produção do modelo 1.0. Caracterizado como um câmbio de relações curtas, foi projetado para uso urbano, sempre visando extrair potência e torque para arrancadas e retomadas rápidas. Como desvantagem, o câmbio não é favorável em rodovias, mantendo uma rotação do motor elevada acima de 80 km/h.
Já o câmbio da versão 1.4 trazia relações e diferencial mais longos, dando mais fôlego ao motor.

### Versões[4]

#### Life
Era a versão de entrada e mais básica do Celta. Continha para-choques pretos, rodas de ferro de 13 polegadas, direção sem assistência, motor 1.0, ajuste de altura dos cintos dianteiros, vidros verdes, calotas integrais e barras de proteção contra impactos laterais nas portas.Foi a versão fabricada para ser barata e acessível.

#### Spirit
Versão intermediária do Celta. Poderia vir com motor 1.0 ou 1.4. Continha para-choques na cor do veículo e mais alguns opcionais em relação à versão Life.

#### Super
Versão com mais opcionais em relação à versão Spirit. Poderia vir com motor 1.0 ou 1.4. Havia a opção de ar quente, limpador e desembaçador traseiros. Trazia uma estampa diferenciada nos bancos e tecidos de porta e dispunha de um conta-giros integrado ao painel.

#### Energy
Poderia vir com  motor 1.0 ou 1.4 e trazia alguns itens exclusivos da versão.

#### Off-road
Versão aventureira e uma das mais completas. Trazia rodas de liga leve, quebra-mato frontal e traseiro, estribos laterais, hack de teto, faróis de neblina, adesivos laterais, bancos a painel da versão Super com conta-giros.

#### Piquet
No ano de 2003, a Chevrolet fechou uma parceria com a empresa Assolan Industrial, (fabricante de lã de aço) e com o tricampeão mundial de F1, Nelson Piquet, para uma campanha em nível nacional com o objetivo de sortear 30 unidades do Chevrolet Celta Piquet. A série especial teve como base a versão Super 4 portas - 1.0 8v VHC com 70 cv à gasolina - e foi produzido somente na cor Amarelo Esportivo; externamente as diferenças eram o aerofólio, saias laterais e spoilers (dianteiro e traseiro) na cor do veículo e rodas de alumínio aro 13.
A campanha, iniciou-se no mês de maio (04/05), em rede nacional de televisão, para concorrer bastava enviar 3 códigos de barra das embalagens de lã de aço Assolan para a Caixa Postal 23202 - Goiânia (GO) - CEP 74663-970, respondendo à pergunta: "Qual é a lã de aço que é um fenômeno de vendas?" Os sorteios ocorreram nos dias 13 de junho, 15 de julho e 15 de agosto; em cada um deles foram sorteados 10 carros. Hoje a série especial Piquet é considerada uma raridade.

## Primeira reestilização (2006)

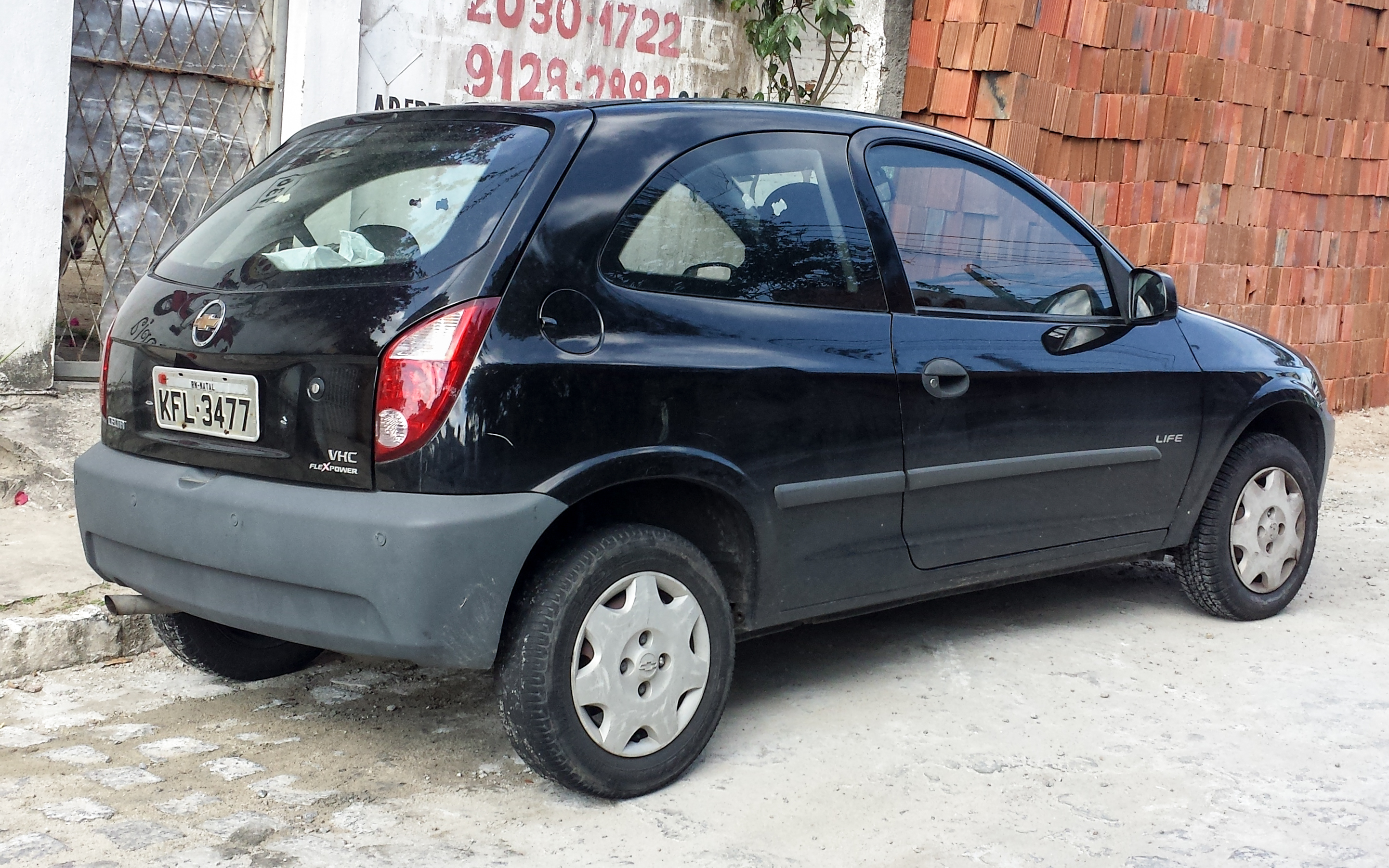
segunda geração

Em 2006, a linha Celta passou pela sua primeira reestilização baseando-se no Chevrolet Vectra de 3ª geração. Em 2006 também foi introduzida na família um modelo sedã, o Chevrolet Prisma, com motorização 1.4 Flex de 87cv com gasolina e 89cv com álcool de 2006 até 2008 e a partir de 2009 essa motorização passou a ter 95cv com gasolina e 97cv com álcool. Depois da reestilização a GM ainda manteve por alguns meses a versão com motor de 1,4 litro de 85 cv e o retirou de linha. Em meados 2008, a GM anunciou para a linha 2009 modificações no motor VHC, nomeando-o de VHC E (que significa: Very High Compression Economy - Economia e Alta taxa de compressão), que passou a desenvolver potência de 77 cv (gasolina) e 78 cv (álcool), contra os 70cv do VHC antigo, produzindo torque máximo de 9,5mkgf (gasolina) e 9,7mkgf (álcool), fazendo de 0 à 100Km/h em 14,9s.O modelo também ganhou um novo tanque de combustível com capacidade para 54 litros, ante o de 47,8 do modelo antigo.
Foi lançado também em 2009 o Prisma com motorização 1.0 VHCE, versão Life, na tentativa de substituir o Corsa Classic, mas, sem sucesso, saiu de linha em poucos meses. Voltou a ser fabricado na linha 2012, na versão LS, mas novamente não fez sucesso e saiu de linha.
O Celta na linha 2006, ganhou nova frente, traseira e interior, porém mantendo a estrutura do Corsa de 1994. Possuía dois tipos de acabamento conhecidos como Life e Spirit (a versão Super saiu de linha em 2009) em três ou cinco portas.

### Versões

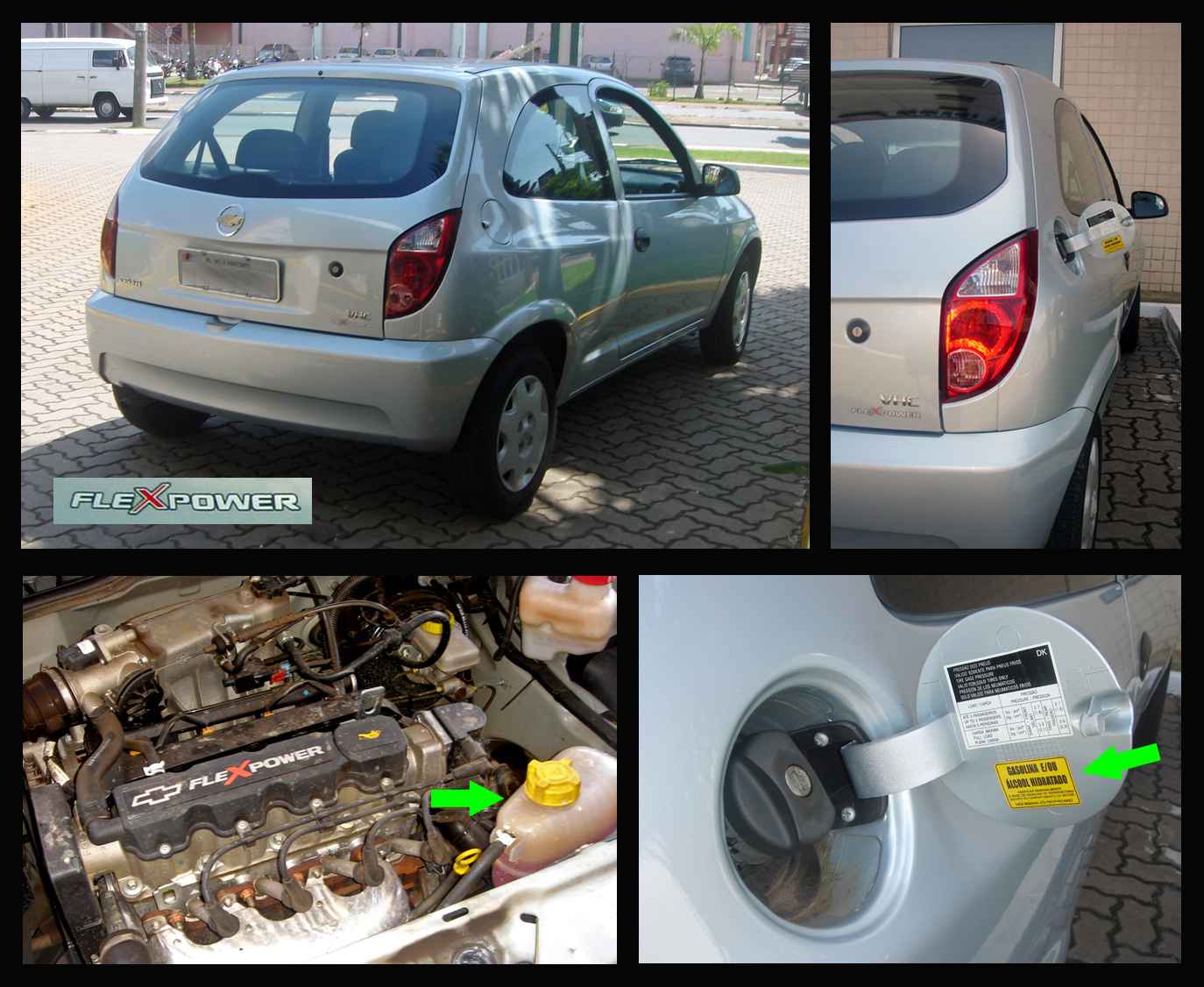
Detalhes da versão flex do Chevrolet Celta com motor FlexPower.

#### Life
Versão de entrada. Traz itens como tacômetro (conta-giros), termômetro do motor, relógio digital, indicação de revisão programada, para-choques sem pintura e rodas de 13 polegadas. Ar condicionado e direção hidráulica eram opcionais.

#### Spirit
Inclui protetor do motor, parachoques na cor do veículo e limpador/lavador/desembaçador do vidro traseiro ser de série.

#### Super
Rodas de 14 polegadas, iluminação do painel central e de instrumentos em tom verde, detalhes imitando aço escovado no painel, bancos com novas padronagem e um acabamento de melhor qualidade, incluindo tecido nas portas. Maçanetas externas também na cor do veículo.

## Segunda reestilização (2012)

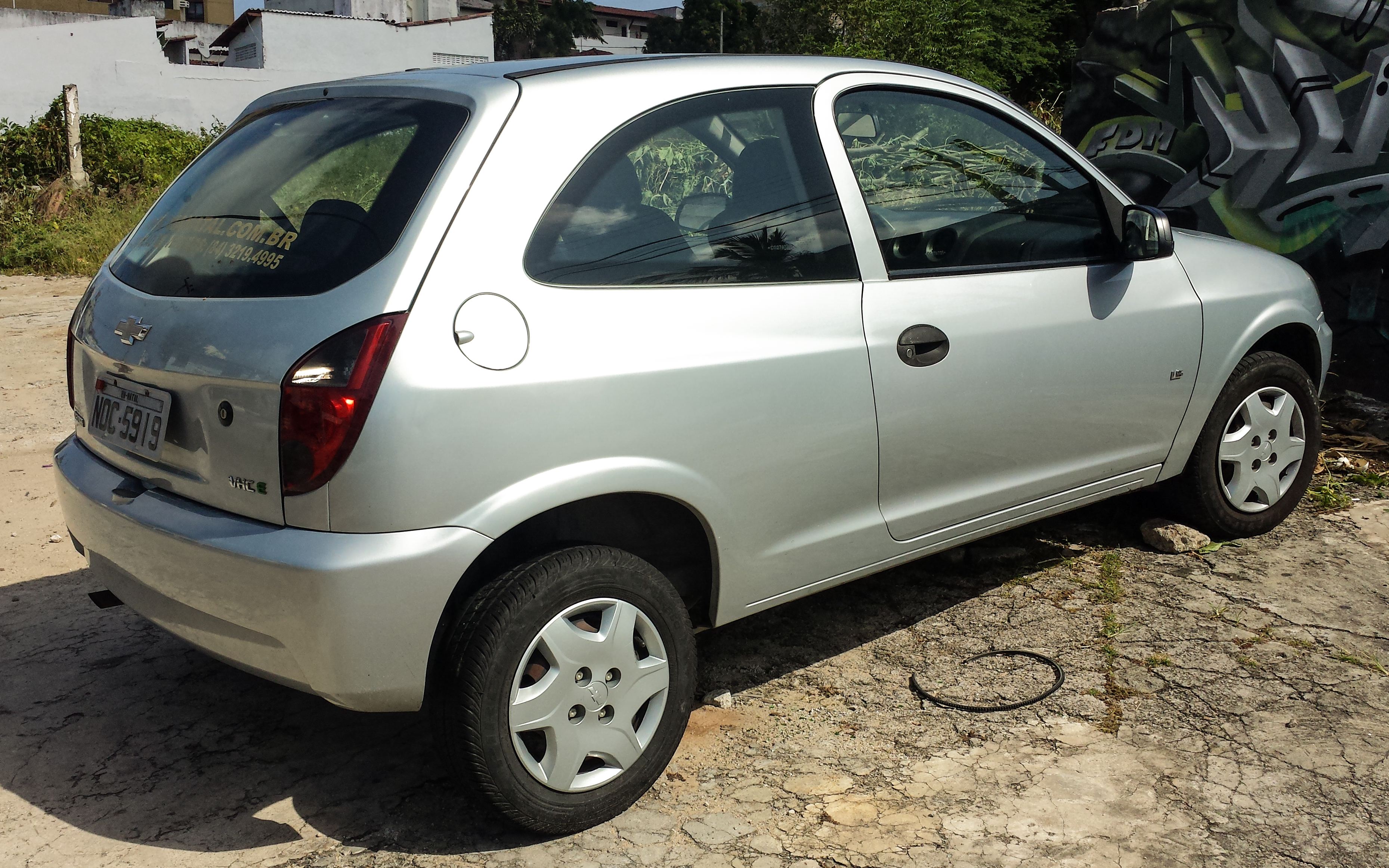
terceira geração

Algumas mudanças são acrescentadas para o modelo, como novo parachoque dianteiro com nova grade dividida e novo emblema com a gravata dourada, seguindo o padrão da linha atual da GM, faróis e lanternas escurecidos, novas calotas, painel com novo desenho dos comandos de ar condicionado e interruptores, novo volante com detalhe na cor prata, novos tecidos dos bancos e painel com novo grafismo na cor azul, denominado "Ice Blue" como o já utilizado pelo modelo Agile.

### Versões pós-reestilização

#### LS
Tem duas versões, 2 ou 4 portas, com motor 1.0 VHCE Flexpower, para - choque na cor do veículo, nova grade frontal e interior renovado, com novos controles de ventilação e ar - condicionado, e painel com novo grafismo e iluminação "Ice Blue".

#### LT
Versão mais completa do modelo com quatro portas. Possui como principais itens de série: ar quente, protetor de cárter, desembaçador traseiro, acabamento especial na cor prata ("Matt Chrome"), entre outros.
Na linha 2013, O Celta recebeu como opcionais Airbag duplo e freios ABS, após 13 anos no mercado sem oferecer esses equipamentos. A partir de 2014, com a instituição da obrigatoriedade do airbag duplo e dos freios ABS nos automóveis 0 km comercializados no país, tais itens tornaram-se equipamento de série.

#### Advantage
Foi uma série especial lançada em 2014 com ar condicionado, direção hidráulica, vidros e travas elétricas de série, interior com cores mais claras, exclusivo revestimento nos bancos, conjunto de rodas e pneus na medida 175/60/R14, faróis com máscara negra e rádio AM/FM com MP3, disponível somente na cor cinza metálica (cinza sand).
A série Advantage teve como principal diferencial um maior valor agregado, incorporando um número maior de equipamentos no veículo, além de itens exclusivos de design. As rodas desta série são as mesmas da reestilização do sedã Prisma de primeira geração.

## Presença em mercados de exportação
Mais direcionado ao mercado brasileiro, teve como principais destinos de exportação a Argentina e o Uruguai. Outros países onde o modelo foi comercializado incluem Guatemala, Nicarágua, El Salvador e Jamaica. Também esteve disponível nas ilhas de Aruba e Curaçao, territórios holandeses no Caribe. Na maioria dos mercados de exportação prevaleceu o motor 1.0 (para um funcionamento mais suave com a gasolina sem álcool encontrada fora do Brasil, permaneceu a especificação anterior ao VHC), com exceção da Argentina onde o 1.4 foi o padrão.

## O Fim
Chegou ao fim sua produção em abril de 2015, somando aproximadamente 1,5 milhão de unidades vendidas. Seu sucessor, o Chevrolet Onix, foi introduzido em 2012 e teve como base de desenvolvimento o Chevrolet Spark (que nunca foi disponibilizado no mercado brasileiro).

## Segurança
O Celta foi testado em 2011 pelo instituto Latin-NCAP, que avalia a proteção oferecida aos ocupantes dos carros vendidos na América Latina, no caso de uma colisão. O Celta sem Airbag recebeu apenas 1 estrela em 5 na proteção de adultos e 2 estrelas em 5 na proteção para crianças. Na época não estavam disponíveis Airbags nem como opcionais, o que somente ocorreu a partir da linha 2013/2014 do modelo.